# Campeonato Paranaense Terceira Divisão 2023
In 2023 werd de 24ste editie van het Campeonato Paranaense Terceira Divisão gespeeld voor voetbalclubs uit de Braziliaanse staat Paraná. De competitie werd georganiseerd door de FPF en werd gespeeld van 17 september tot 3 december. Paranavaí werd kampioen. 

## Eerste fase

### Groep A
| Plaats | Club               | Wed. | W | G | V | Saldo | Ptn. |
| ------ | ------------------ | ---- | - | - | - | ----- | ---- |
| 1.     | Campo Mourão       | 8    | 6 | 0 | 2 | 18:10 | 18   |
| 2.     | Prudentópolis      | 8    | 3 | 2 | 3 | 12:14 | 11   |
| 3.     | Hope Internacional | 8    | 2 | 3 | 3 | 14:14 | 9    |
| 4.     | Batel              | 8    | 2 | 1 | 5 | 7:13  | 7    |
| 5.     | Iraty              | 8    | 3 | 2 | 3 | 7:7   | 4    |

|  | Geplaatst voor tweede fase |

### Groep B
| Plaats | Club       | Wed. | W | G | V | Saldo | Ptn. |
| ------ | ---------- | ---- | - | - | - | ----- | ---- |
| 1.     | Nacional   | 10   | 8 | 2 | 0 | 16:2  | 26   |
| 2.     | Paranavaí  | 10   | 8 | 1 | 1 | 28:6  | 25   |
| 3.     | Arapongas  | 10   | 4 | 2 | 4 | 10:10 | 14   |
| 4.     | Portuguesa | 10   | 2 | 3 | 5 | 8:19  | 9    |
| 5.     | Rolândia   | 10   | 1 | 4 | 5 | 6:15  | 7    |
| 6.     | Cambé      | 10   | 1 | 0 | 9 | 4:20  | 3    |

## Tweede fase
In geval van gelijke stand gaat de club met het beste resultaat in de tweede fase door, beide finalisten promoveren.
|  | halve finale  | halve finale | halve finale | halve finale |  |           | finale | finale | finale | finale |
|  |               |              |              |              |  |           |        |        |        |        |
|  |               |              |              |              |  |           |        |        |        |        |
|  | Nacional      | 0            | 3            | 3            |  |           |        |        |        |        |
|  | Prudentópolis | 0            | 0            | 0            |  |           |        |        |        |        |
|  |               |              |              |              |  | Nacional  | 0      | 0      | 0      |        |
|  |               |              |              |              |  | Paranavaí | 2      | 1      | 3      |        |
|  | Campo Mourão  | 0            | 2            | 2            |  |           |        |        |        |        |
|  | Paranavaí     | 4            | 0            | 4            |  |           |        |        |        |        |

## Eindstand
| Plaats | Club               | Wed. | W  | G | V | Saldo | Ptn. |
| ------ | ------------------ | ---- | -- | - | - | ----- | ---- |
| 1.     | Paranavaí          | 14   | 11 | 1 | 2 | 35:8  | 34   |
| 2.     | Nacional           | 14   | 9  | 3 | 2 | 19:5  | 30   |
| 3.     | Campo Mourão       | 10   | 7  | 0 | 3 | 20:14 | 21   |
| 4.     | Prudentópolis      | 10   | 3  | 3 | 4 | 12:17 | 12   |
| 5.     | Arapongas          | 10   | 4  | 2 | 4 | 10:10 | 14   |
| 6.     | Hope Internacional | 10   | 2  | 1 | 7 | 5:13  | 7    |
| 7.     | Portuguesa         | 10   | 2  | 3 | 5 | 8:19  | 9    |
| 8.     | Batel              | 8    | 2  | 1 | 5 | 8:19  | 7    |
| 9.     | Rolândia           | 10   | 1  | 4 | 5 | 6:15  | 7    |
| 10.    | Iraty              | 8    | 3  | 2 | 3 | 7:7   | 4    |
| 11.    | Cambé              | 10   | 1  | 0 | 9 | 4:20  | 3    |

|  | Kampioen, promotie naar Segunda Divisão 2024     |
|  | Vicekampioen, promotie naar Segunda Divisão 2024 |
|  | Uitgeschakeld in halve finale                    |

## Kampioen
| Campeonato Paranaense Terceira Divisão 2023 |
| Paraná                                      |
| ------------------------------------------- |
| PARANAVAÍ Kampioen (1° titel)               |